# Parafia Winn
Parafia Winn (ang. Winn Parish) – parafia cywilna w stanie Luizjana w Stanach Zjednoczonych. Obszar całkowity parafii obejmuje powierzchnię 956,823 mil2 (2 478,17 km²). Według danych z 2010 r. parafia miała 15 313 mieszkańców. Parafia powstała w 1852 roku.

## Sąsiednie parafie
- Parafia Jackson (północ)
- Parafia Caldwell (północny wschód)
- Parafia La Salle (południowy wschód)
- Parafia Grant (południe)
- Parafia Natchitoches (zachód)
- Parafia Bienville (północny zachód)

## Miasta
- Winnfield

## Wioski
- Atlanta
- Calvin
- Dodson
- Sikes

## CDP
- Jordan Hill
- Joyce
- St. Maurice